# Doerfel (Mondkrater)
Doerfel ist ein Einschlagkrater im Süden der Mondrückseite. 
Doerfel liegt zwischen den größeren Kratern Zeeman im Südwesten und Hausen im Osten. In nördlicher Richtung trifft man auf Petzval. Der Winkelabstand zum Südpol beträgt etwa 20°, das entspricht rund 600 km. 
Auf dem ansonsten relativ ebenen Kraterboden finden sich viel kleine Einschläge.
Die Entstehungszeit fällt in das imbrische Zeitalter.
Doerfel hat vier Nebenkrater:
| Buchstabe | Position            | Durchmesser | Link |
| --------- | ------------------- | ----------- | ---- |
| R         | 71,24° S, 119,86° W | 32 km       |      |
| S         | 69,77° S, 120,48° W | 29 km       |      |
| U         | 68,75° S, 117,73° W | 35 km       |      |
| Y         | 67,93° S, 108,77° W | 79 km       |      |

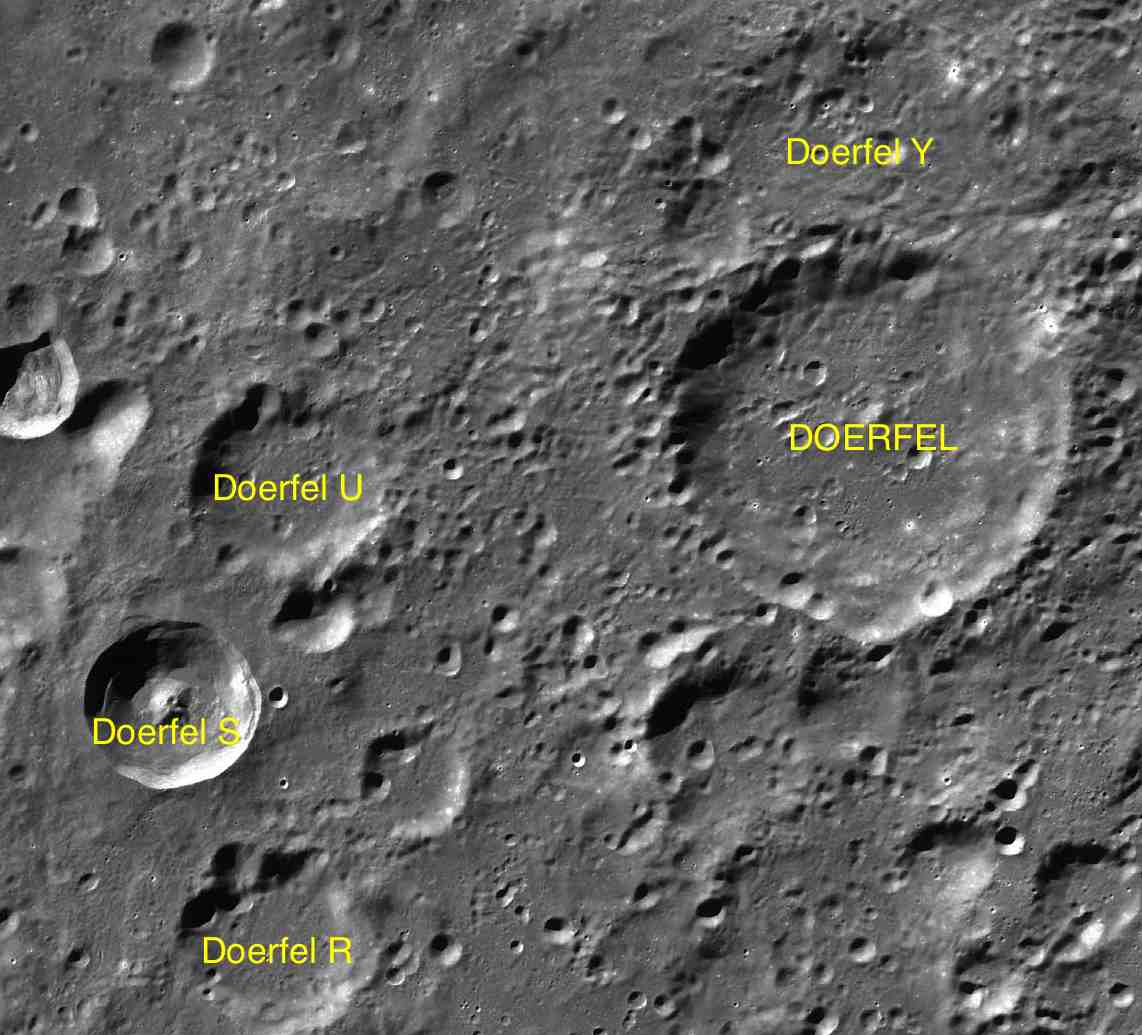
Doerfel mit seinen Nebenkratern

Der Krater wurde 1985 von der IAU offiziell nach dem deutschen Theologen und Astronomen Georg Samuel Dörffel benannt.